# 海津市文化センター
海津市文化センター（かいづしぶんかセンター）は、岐阜県海津市にある海津市が管理運営する文化普及支援施設である。
大ホールを備える海津公民館と、海津農村環境改善センター からなる施設。
海津市ネーミングライツ事業により、大垣ケーブルテレビが命名権を取得。愛称は「海津市OCT文化センター」。

## 施設概要

### 海津公民館
- 大ホール
  - 客席数：704席（固定席・ワンスロープ方式）、身障者用2席、母子室4席
  - 舞台：間口18m×奥行12m×高さ6m
- 楽屋1 - 17.20m2
- 楽屋2 - 29.92m2
- リハーサル室 - 96.00m2
- 工芸室（40名） - 96.00m2
- 特別会議室
- 和室研修室1（21帖） - 50.00m2
- 和室研修室2（24.5帖） - 50.00m2
- 和室研修室（茶室）（10帖） - 38.50m2
- 視聴覚室（60名） - 1,112.00m2
- ロビー
- シャワー室

### 海津農村環境改善センター
- 多目的ホール（小ホール）
  - 客席数：450席（移動）
- 農事研修室（90名） - 125.79m2
- 視聴覚室（42名） - 283.28m2
- 会議室（12名） - 41.94m2

## 概要
- 休館日：火曜日（その日が祝日などの場合はその翌日）、年末年始（12月29日～1月3日）
- 開館時間：8時30分～21時30分
- 駐車場：200台（無料）

## 周辺施設
- 海津市役所
- 海津市歴史民俗資料館
- 海津市海津図書館
- 海津市市民プール